# Боза
 Тази статия е за питието.  За градчето в Сардиния вижте Боза (Италия).  
Боза̀та (на башкирски: буҙа; на казахски: боза; на татарски: боза; на узбекски: бўза; на албански: boza; на сръбски: боза; на румънски: Bragă; на турски: boza) е неферментирало или слабо ферментирало питие, приготвено чрез изваряване на каша от зърнени храни, последващо пасиране (за отстраняване на триците), разреждане с вода и подслаждане със захар. Освен вкусово бозата има и хранително значение, тъй като съдържа доста въглехидрати (10 – 17%), белтъчини, минерални соли, витамини от група B и др. Според използваните суровини бозата бива обикновена (произведена от ръж или пшеница) и смесена – от просо и ръж (пшеница) в съотношение 50:50. Напоследък в България се произвежда и какаова – смесена боза, произведена с добавка на какао на прах. Доброкачествената боза трябва да представлява еднородна колоидална суспензия без признаци на утаяване и избистряне. Веднага след производството бозата е неферментирала и трябва да съдържа минимум 10% захар (какаовата – 14,5%). Вследствие бозата може слабо да ферментира и да се газира. Намиращата се в търговската мрежа боза трябва да съдържа минимум 8,3% захар (какаовата – 13,5%) и да бъде с алкохолно съдържание максимум 6%. Бозата се изнася за продажба, опакована в гюмове или в широкогърлени бутилки, затворени с пластмасови или картонени запушалки. През зимния период трайността на бозата е до 48 часа, а през летния (от 1 май до 10 октомври) – до 24 часа. През този период не се допуска продажбата на боза, без тя да бъде охладена.

## Продукт
Произвежда се чрез смесена алкохолно-млечнокисела ферментация на брашно от просо или други зърнени храни като ръж, царевица, овес или пшеница. Подслажда се със захар. В последните години производителите започнаха да използват и глюкоза, захарин, аспартам или други изкуствени подсладители. Обикновено готовата напитка съдържа от 0,5% до 1,0% алкохол.
В Турция се сервира поръсена с канела и се консумира с печена леблебия (нахут), предимно в зимните месеци поради кратката си трайност (около 6 – 7 дни).

## Домашно приготовление
- вода – 5 л
- брашно – 2 ч.ч.
- захар – 2 ч.ч.
- закваска (боза) – 1 ч.ч.
  - За закваската:
    - брашно – 1 – 2 с.л.
    - вода (хладка) – 1 ч.ч.
    - захар – 1 с.л.

Брашното се препича до бледорозово, като се внимава да не прегори (бърка се по време на печенето). Разтваря се в малко хладка вода. Така получената смес се изсипва в съда с останалото количество вода и се поставя на огъня. Добавят се двете чаши захар и се бърка, докато заври на бавен огън. След завирането продължава да се бърка в продължение на 5 – 6 минути. Оттегля се от огъня, охлажда се и след това се досипва или 1 чаша боза, или 1 чаша от предварително приготвената закваска. Съдът се държи 2 – 3 дена на топло да ферментира, след което се налива в бутилки и се съхранява в хладилник. Допълнителна хомогенизация може да се постигне чрез разбъркване с пасатор.
Забележка: Прибавяната към основната смес чаша боза или закваска може да се замени с 6 – 7 леко навлажнени и натрошени филии от черен хляб или сухар или 6 – 7 супени лъжици хлебно тесто (с мая). Имаме основание да предполагаме, че би могла да се използва като прибавка малко мая, размита с вода и лъжичка захар и оставена да ферментира.
Приготвяне на закваската: препеченото брашно се размива във водата и се прибавя захарта. Оставя се на топло докато шупне, като от време на време леко се разбърква.
При промишленото производство на боза трябва да се спазват изискванията на Закона за храните. Необходима е висока хигиена и чистота на входящата суровина (за България това е пшеница с високо съдържание на глутен). Не може да се ползват консерванти.

## История
Известно е че, напитки от ферментирало брашно от зърнени култури (обикновено просо) са правени от месопотамците и анадолците още преди IX век пр. Хр. Ксенофонт споменава през IV век преди новата ера как местните запазвали и охлаждали заготовката в глинени саксии, които са били погребвани. Ферментирало (в земя) питие от просо подобно на боза се споменава в акадски и шумерски текстове; напитката се казвала, съответно арсикку и ар-зиг. Чак след X век напитката започва да се нарича боза и става популярно питие сред централно тюркските народи от Азия. По-късно се е разпространява към Кавказ и Балканите. Радва се на своя златен век с разцвета на Османската империя и правенето на боза се превръща в една от популярните професии в градовете тогава.
Някогашните майстори правели бозата от брашно от просо. След препичането то се варяло в казан с вода за три часа. Изсипвало се в специално корито, най-добре от черна мура, и се слагал квасец. С него престоявала за осем часа. Примесвала се със захар и се прецеждала. Пиела се сладка или кисела, в зависимост от вкуса на клиента. Слагало се захар, прецеждала се и се продавала сладка или кисела. Понастоящем за изходна суровина вместо просо се ползва пшеница.
До XVI век боза се пие свободно навсякъде, но привичката да се пие т.нар. Тартар боза (поръсена с опиум) довежда гнева на властите и тя е забранена от султан Селим II (1566 – 1574). В мемоарите му Тартар бозата е описана като безалкохолно сладко питие с млечнобял цвят, правена в по-голямата си част от майстори с албански произход.
През XVII век султан Мехмед IV (1648 – 1687) забранява алкохолните напитки, в които той категоризира и бозата. По-киселата боза съдържа около 1% алкохол. Вследствие на това се закрити всички бозаджийници. Този забрана е налагана и отменяна няколко пъти през цялата история на империята.
Турският пътешественик от XVII век Евлия Челеби разказва как бозата е била широко разпространена през този период и че е имало близо 300 бозаджийници, даващи работа на над хиляда души само в Истанбул. Бозата е била широко разпространена и в армията заради високата си хранителна стойност. Един литър боза съдържа хиляда калории, четири типа витамин B, витамин A и витамин E. По време на ферментацията си бозата произвежда и млечна киселина, която много спомага за храносмилането и се съдържа в много малко храни. Тя е с ниско ниво на алкохол, така че ако не се консумира в много големи количества, не предизвика пиянство. Толерирана е с мотива, че е затопляща напитка и укрепва войниците. Както Евлия Челеби е обяснил в първия том („Истанбул“) от пътеписите си, „Бозаджиите са многобройни в армията. Да се пие голямо количество боза, за да се предизвика пиянство е грях, но за разлика от виното, бозата в малки количества не е съдна“.
През XIX век сладката и безалкохолна боза става предпочитана в Османския двор, а киселата и алкохолна боза бързо изчезва.
В България град Радомир е бил известен като център за производство на боза в началато на ХХ век. Там е издигнат единственият в света паметник на бозаджията. Друг град, славещ се с производството на качествена боза, е Любимец.
През януари 2009 г. в гр. Скоки (Skokie) в щата Илинойс (САЩ) започва да работи първата в страната промишлена инсталация за производство на боза. Инсталацията е произведена в Хасково, а цехът е собственост на българин от София.